# Teófilo Yldefonso
Teófilo Yldefonso (n. 11 noiembrie 1902, Piddig⁠(d), Ilocos Region⁠(d), Filipine – d. 19 iunie 1942, Capas⁠(d), Central Luzon⁠(d), Filipine) a fost un înotător filipinez, medaliat olimpic. A participat la 3 ediții ale Jocurilor Olimpice (1928, 1932, 1936) în care a câștigat două medalii de bronz.